# Stefan Pop
Stefan Adriaan Pop (Rotterdam, 22 september 1985) is een Nederlandse stand-upcomedian. De ouders van Pop zijn van Roemeense afkomst.
Op zijn vijftiende deed Pop voor het eerst auditie bij komediantengezelschap Comedytrain, maar werd niet aangenomen. Hij wijdde zich aan het afronden van het vwo en bracht een half jaar tijd door in Zuid-Amerika en een half jaar in Spanje. In juni 2005, toen hij aan de universiteit studeerde, deed hij voor de tweede maal auditie. Sindsdien mag hij zich tot de vaste leden van Comedytrain rekenen.
Van 2006 tot en met voorjaar 2012 was Pop redactielid van het satirische televisieprogramma Dit was het nieuws. In 2009 maakte hij deel uit van de groep jonge comedians die als het 'Amsterdam Underground Comedy Collective' de Comedytrain vertegenwoordigde op 's werelds grootste kunstfestival The Fringe in de Schotse hoofdstad Edinburgh. In datzelfde jaar nam hij deel aan het Leids Cabaret Festival en eindigde op de tweede plaats.
Vanaf september 2010 verzorgde Pop samen met collega Herman Otten en Nicolaas Vrijman een wekelijkse sketch in het Radio 1-programma Nog Steeds Wakker Nederland. In september 2011 stapten ze met hun sketches over naar het radioprogramma van Giel Beelen op 3FM onder de naam Radio zonder handen.
In 2010–2012 toerde Stefan Pop door Nederland met zijn eerste avondvullende voorstelling Popaganda. Op 24 april 2012 heeft hij als eerste Nederlandse cabaretier zijn volledige show gratis op internet aangeboden. Hij deed dit in samenwerking met het YouTube-kanaal ComedystationNLtalig. Zelf zegt hij erover dat het een reclameactie is voor zijn toekomstige carrière.
In 2012 kwam hij meteen met een tweede voorstelling; Mijn blauwe periode. Deze voorstelling was tot eind 2013 te zien. In 2014 bracht hij een bundel uit met korte humoristische verhalen, getiteld Moet je nou eens horen.
In 2017 was hij een van de initiatiefnemers van het televisieprogramma Klikbeet.
Pop heeft samen met collega-comedian Rayen Panday een podcast genaamd "Voor de show". Met Tex de Wit en Anna Gimbrère maakt hij de podcast "Zo Opgelost"

## Cabaretprogramma's
- 2010-2012: Popaganda
- 2012-2013: Mijn blauwe periode
- 2024-2025: Het moest een keer gebeuren